# معادلة حفظ الطاقة المدارية

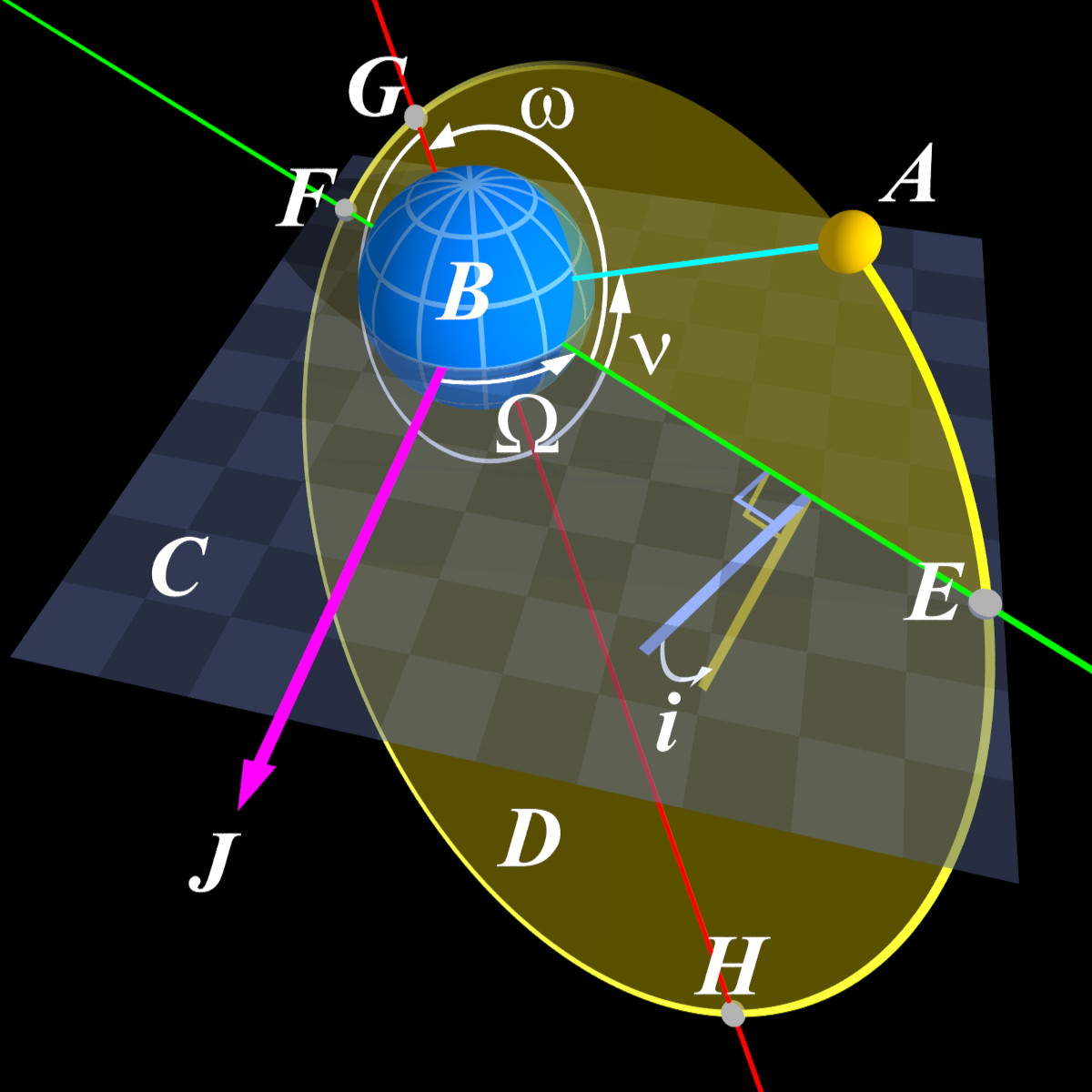

في ديناميكا الفضاء ,معادلة حفظ الطاقة المدارية ((بالإنجليزية: Vis-viva equation)‏) هي أحد المعادلات الأساسية التي تحدد الحركة المدارية للأجسام. 

## معادلة حفظ الطاقة المدارية
معادلة حفظ الطاقة المدارية n لمدار كيبلرسواء كان بيضاوي الشكل أو قطع مكافئ أو قطع زائد أوشعاعي هي :
{\displaystyle v^{2}=G(M\!+\!m)\left({{2 \over {r}}-{1 \over {a}}}\right)}
- {\displaystyle v\,\!} السرعة النسبية للجسمين
- {\displaystyle r\,\!} المسافة الفاصلية بين جسمين
- {\displaystyle a\,\!} محور شبه رئيسي (a>0 في حالةقطع ناقص، {\displaystyle a=\infty } أو {\displaystyle {\tfrac {1}{a}}}=0 لـ قطع مكافئ،و a<0 لـ قطع زائد)
- {\displaystyle G\,\!} ثابت الجاذبية
- {\displaystyle M,m\,\!} كتلة الجسيمين

## استنتاج المعادلة
طاقة المدار الكلية هي مجموع الطاقة الكامنة المشتركة والطاقة الحركية للجسم الأول M والجسم الثاني m وتعطى بالمعادلة التالية :
{\displaystyle E={\frac {-GMm}{r}}+{\frac {M(v_{M})^{2}}{2}}+{\frac {m(v_{m})^{2}}{2}}}
- {\displaystyle v_{M}\,\!} سرعة الجسم M.
- {\displaystyle v_{m}\,\!} سرعة الجسم m

ويمكن حساب طاقة المدار باستخدام كميات نسبية
{\displaystyle E={\frac {-GMm}{r}}+\mu {\frac {v^{2}}{2}}}
- {\displaystyle v\,\!} السرعة النسبية للكتلتين
- {\displaystyle \mu ={\frac {Mm}{M\!+\!m}}} كتلة مخفضة

بينما تكون الطاقة الكلية للمدار الإهليجي أو الدائري
{\displaystyle E={\frac {-GMm}{2a}},}
- {\displaystyle a\,\!} شبه المحور الرئيسي.

{\displaystyle \epsilon ={\frac {v^{2}}{2}}-{\frac {G(M\!+\!m)}{r}}}
{\displaystyle \epsilon ={\frac {-G(M\!+\!m)}{2a}}}
وبمساواة المعادلتين السابقتين نحصل على
{\displaystyle v^{2}=G(M\!+\!m)\left({\frac {2}{r}}-{\frac {1}{a}}\right).}